# Alphonse Georges
Alphonse-Joseph Georges (ur. 19 sierpnia 1875 w Montluçon, zm. 24 kwietnia 1951 w Paryżu) – francuski generał armii (fr. général d’armée), uczestnik dwóch wojen światowych.

## Życiorys
Syn kowala, karierę wojskową rozpoczął w Akademii Wojskowej Saint-Cyr, którą ukończył w 1897. Następnie służył w Algierii w pułku tirailleurs.
Służył w armii francuskiej podczas I wojny światowej i został poważnie ranny podczas dowodzenia batalionem w 1914. Następnie został przydzielony do sztabu generalnego armii, gdzie pozostał do końca wojny.
W 1918 Georges służył pod dowództwem generała (późniejszego marszałka) Ferdinanda Focha. Był także szefem sztabu marszałka Philippe’a Pétaina w Maroku podczas wojny o Rif (1920–1927) oraz jako dowódca dywizji w Algierii (1928–1932).
Georges został powołany do Naczelnej Rady Wojennej w listopadzie 1932. 9 października 1934 w Marsylii został ponownie ranny, tym razem w wyniku udanego zamachu na króla Jugosławii Aleksandra I, ale wyzdrowiał i oczekiwano, że w 1935 zastąpi generała Maxime’a Weyganda na czele Francuskich Sił Zbrojnych. Jednak premier Édouard Daladier uznał, że jest zbyt prawicowy i zamiast niego wyznaczył generała Maurice’a Gamelina.
Georges został mianowany zastępcą Gamelina, ale nie potrafili się porozumieć i mieli napięte stosunki. Po wybuchu II wojny światowej 21 października 1939 Georges został dowódcą najważniejszego francuskiego Frontu Północno-Wschodniego. Podczas niemieckiej ofensywy w maju 1940 (kampania francuska) nie potrafił odpowiednio szybko zareagować na uderzenia niemieckich oddziałów pancernych przedzierających się przez Ardeny i zorganizować przeciwdziałania. 17 maja 1940 Gamelin i Georges zostali zwolnieni, a generał Maxime Weygand powrócił na stanowisko Naczelnego Wodza Francuskich Sił Zbrojnych.
Po objęciu władzy przez marszałka Pétaina i ustanowieniu Francji Vichy Georges nie chciał odgrywać żadnej znaczącej roli w nowym rządzie. Premier Wielkiej Brytanii Winston Churchill chciał, aby Georges został dowódcą sił francuskich w Algierii, Maroku i Tunezji po alianckiej inwazji na Afrykę Północną w listopadzie 1942. Jednak prezydent Stanów Zjednoczonych Franklin Delano Roosevelt skutecznie nalegał, aby na to stanowisko powołać generała Henri Girauda.
W czerwcu 1943 Giraud i generał Charles de Gaulle zostali współprzewodniczącymi Francuskiego Komitetu Wyzwolenia Narodowego. Georges został mianowany ministrem bez teki, ale nie sprawował żadnej znaczącej funkcji i był stopniowo spychany na boczny tor. Po kilku miesiącach podobnie jak Giraud, został usunięty przez de Gaulle’a.
Po zakończeniu wojny przeszedł w stan spoczynku i wycofał się z życia publicznego.